# Galicyjscy członkowie Izby Panów austriackiej Rady Państwa

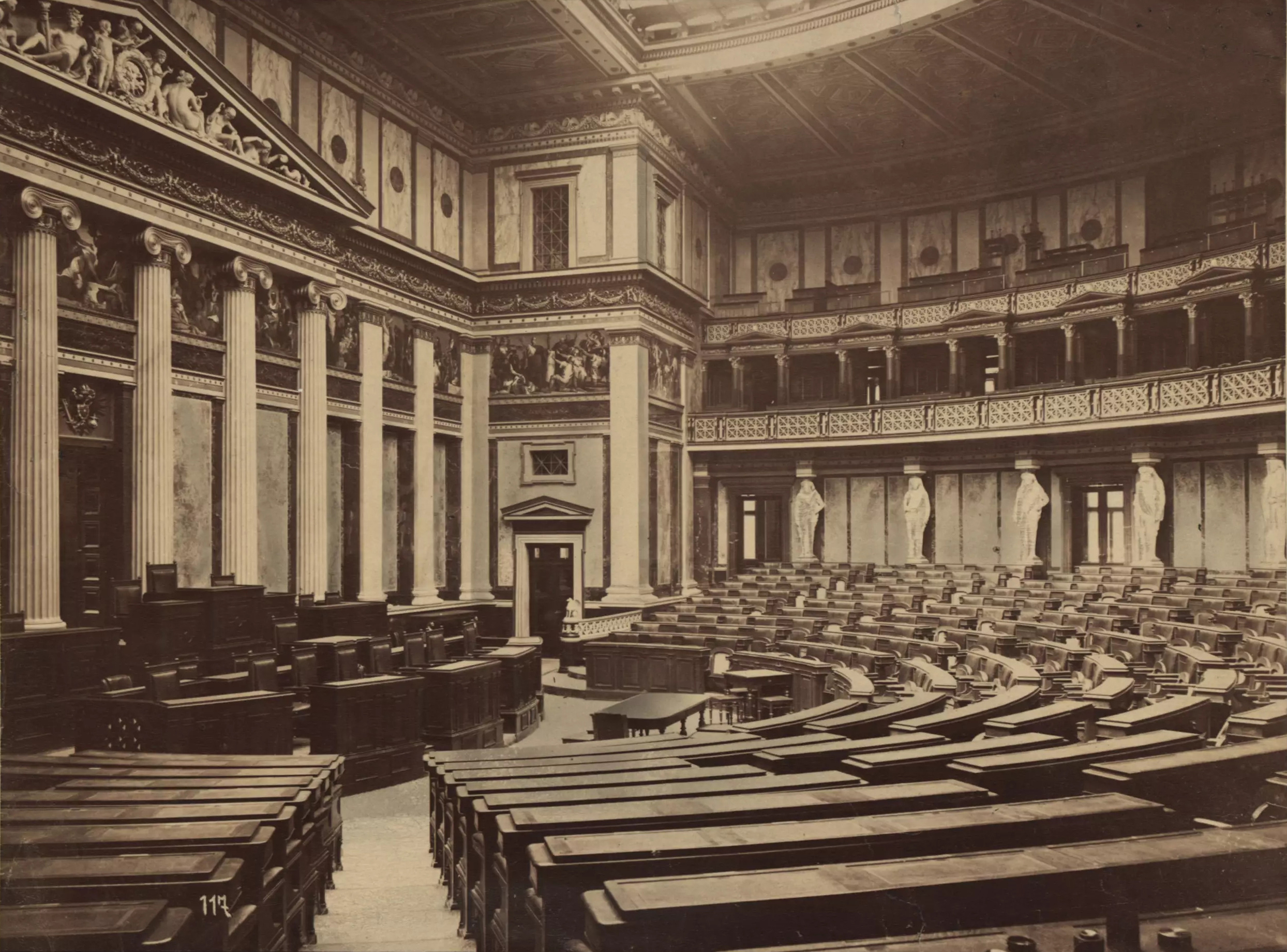
Sala obrad Izby Panów w gmachu austriackiej Rady Państwa w Wiedniu (fotografia z ok. 1900)

Galicyjscy członkowie Izby Panów w austriackiej Radzie Państwa (1861–1918)
Izba Panów (niem. Herrenhaus) w austriackiej Radzie Panów została powołana Patentem Lutowym jako wyższa izba dwuizbowej Rady Państwa. W jej skład wchodzili pełnoletni członkowie rodziny cesarskiej, najwyżsi dostojnicy kościelni (arcybiskupi i biskupi z tytułem książęcym), najstarsi przedstawiciele rodzin arystokratycznych, a także zasłużeni dla monarchii politycy, duchowni, naukowcy i artyści. Poza osobami spokrewnionymi z monarchą, wszyscy pozostali zasiadali w Izbie z woli cesarza. Spośród wszystkich istniejących wówczas w Europie wyższych izb parlamentarnych austriacka była organem najbardziej związanym z monarchą i najbardziej z nim związana. Z Galicji członkami austriackiej Izby Panów zasiadały trzy kategorie osób: wiryliści, członkowie dziedziczni i członkowie dożywotni.

## Wiryliści
Do tej kategorii należeli według paragrafu 4 ustawy z 1867 na mocy swej wysokiej kościelnej godności w królestwach i krajach reprezentowanych w Radzie państwa są wszyscy arcybiskupi i biskupi stolic mających stopień książęcy. W odniesieniu do Galicji dotyczyło to arcybiskupów lwowskich trzech obrządków, biskupa krakowskiego oraz już u schyłku monarchii biskupa przemyskiego:
- arcybiskupi lwowscy obrządku rzymskokatolickiego: Franciszek Wierzchlejski (od 29 kwietnia 1861 – zmarł 17 kwietnia 1884), Seweryn Morawski (od 16 kwietnia 1885 – zmarł 2 maja 1900), Józef Bilczewski (od 17 października 1901 – do 28 października 1918);
- arcybiskupi lwowscy obrządku ormiańskiego: Grzegorz Szymonowicz (od 29 kwietnia 1861 – zmarł 14 czerwca 1875), Grzegorz Romaszkan (od 13 grudnia 1876 – zmarł 11 grudnia 1881), Izaak Mikołaj Isakowicz (od 14 grudnia 1882 – zmarł 29 kwietnia 1901), Józef Teodorowicz (od 25 października 1902 – do 28 października 1918);
- arcybiskupi lwowscy obrządku greckokatolickiego: Spirydion Litwinowicz (od 29 kwietnia 1861 - zmarł 4 czerwca 1869) Sylwestr Sembratowycz (od 16 kwietnia 1871 - zm. 4 sierpnia 1898) Julian Kuiłowski (od 18 października 1899 - zmarł 4 maja 1900), Andrzej Szeptycki (od 5 lutego 1901 do 28 października 1918);
- biskupi krakowscy obrządku rzymskokatolickiego: Albin Dunajewski (od 19 grudnia 1889 – zmarł 18 czerwca 1894), Jan Duklan Puzyna (od 22 października 1894 -zmarł 8 września 1911), bp Adam Stefan Sapieha (od 9 marca 1912 do 28 października 1918),
- biskup przemyski obrządku rzymskokatolickiego: Józef Pelczar (od 30 maja 1917 do 28 października 1918)[4].

## Członkowie dziedziczni
Według postanowień paragrafu 3 ustawy z 1867 do tej kategorii członków Izby Panów należeli: pełnoletni naczelnicy tych krajowych rodów szlacheckich, które się odznaczają rozległymi posiadłościami ziemskimi w królestwach i krajach reprezentowanych w Radzie państwa i którym Cesarz nada godność dziedzicznych radców państwa. W przypadku Galicji godność tę otrzymały od cesarza następujące rodziny arystokratyczne: Badenich, Baworowskich, Czartoryskich,  Dzieduszyckich, Gołuchowskich, Lanckorońskich, Lewickich, Lubomirskich, Potockich, Sanguszków, Sapiehów i Tarnowskich.
- Badeni: - Stanisław Marcin Badeni (od 9 marca do 12 października 1912), Stanisław Henryk Badeni (od 13 listopada 1913 do 28 października 1918),
- Baworowscy: Józef Marian Baworowski (od 7 października 1879 – zmarł 21 lipca 1885), Emil Baworowski (od 19 grudnia 1889 – do 8 lipca 1908), Rudolf Baworowski (od 18 listopada 1908 do 28 października 1918),
- Czartoryscy: Konstanty Marian Czartoryski (od 20 maja 1867 – zmarł 31 października 1891), Jerzy Konstanty Czartoryski (od 24 kwietnia 1892 – zmarł 23 grudnia 1912), Witold Czartoryski (od 13 listopada 1913 do 28 października 1918),
- Dzieduszyccy: Tadeusz Dzieduszycki (od 22 lutego 1900 – zmarł 5 sierpnia 1917),
- Gołuchowscy: Agenor Gołuchowski (od 29 kwietnia 1861– zmarł 3 sierpnia 1875), Agenor Gołuchowski (od 14 stycznia 1875 – do 28 października 1918),
- Lanckorońscy: Kazimierz Lanckoroński (od 29 kwietnia 1861 – zmarł 6 sierpnia 1874), Karol Lanckoroński (od 26 listopada 1874 – do 28 października 1918),
- Lewiccy: Kajetan Lewicki (od 29 kwietnia 1861 – zmarł w 1869),  Wilhelm Siemeński-Lewicki (od 19 grudnia 1872 – zmarł 17 sierpnia 1901), Stanisław Siemieński-Lewicki (od 26 października 1907 - zm. 6 kwietnia 1918)
- Lubomirscy: Jerzy Henryk Lubomirski (od 15 września 1870 – zmarł 24 maja 1872),  Andrzej Lubomirski (od 16 marca 1888 – do 28 października 1918),
- Potoccy: Alfred Józef Potocki od 11 maja 1861 – zmarł 18 maja 1889), Roman Potocki (od 12 marca 1890 – zmarł 24 września 1915), Alfred Antoni Potocki (od 30 maja 1917 do 28 października 1918),
- Sanguszkowie: Władysław Hieronim Sanguszko (od 11 maja 1861 - zmarł  15 czerwca 1870), Paweł Roman Sanguszko (od 1 września 1870 – zmarł 15 lipca 1876), Eustachy Stanisław Sanguszko (od 27 października 1879 – zmarł 1 kwietnia 1903),
- Sapiehowie: Leon Sapieha (od 1 czerwca 1861 – zmarł 10 września 1878), Adam Stanisław Sapieha (od 6 grudnia 1879 – do 1907), Władysław Sapieha (od 23 lipca 1907 do 28 października 1918),),
- Tarnowscy: Zdzisław Tarnowski (od 20 czerwca 1907 do 28 października 1918)[4].

## Członkowie dożywotni
Cesarzowi przysługiwało także prawo mianowania dożywotnich członków Izby Panów z królestw i krajów w Radzie państwa reprezentowanych, wybitnych mężów, zasłużonych około dobra państwa lub kościoła, umiejętności lub sztuki. Ich liczba w ogólnym składzie Izby Panów wynosiła od 150 do 170 członków. Z mieszkańców Galicji przez cały czas istnienia Izby Panów nominowano ogółem 68 osób. Byli to: 
- Dawid Abrahamowicz (od 9 marca 1912 do 28 października 1918),
- Stanisław Henryk Badeni (od 9 kwietnia 1891 – od 9 marca 1912 członek dziedziczny),
- Leon Biliński (od 6 marca 1900 – do 28 października 1918),
- Michał Bobrzyński (od 6 czerwca 1917 do 28 października 1918),
- Mieczysław Dunin Borkowski (od 22 marca 1897 – zmarł 11 listopada 1905),
- Jan Czajkowski (od 28 maja 1895 – zmarł 23 lutego 1897),
- Władysław Wiktor Czajkowski (od 2 lipca 1907 - zm. 3 października 1917),
- Konstanty Czechowicz (od 9 marca 1913 zm. 28 kwietnia 1915),
- Józef Dietl (od 29 stycznia 1869 – zmarł 18 stycznia 1878),
- Władysław Dulęba (od 30 maja 1917 do 18 października 1918),
- Julian Dunajewski (od 23 marca 1897 – do 28 grudnia 1910),
- Marian Dydyński (od 27 czerwca 1912 do 28 października 1918),
- Włodzimierz Dzieduszycki (od 26 listopada 1874 – zmarł 16 września 1899),
- Adam Gołuchowski (od 25 kwietnia 1910 do 28 października 1918),
- August Gorayski (od 20 grudnia 1892 – zmarł 21 marca 1915),
- Adolf Theodor Haase (od 29 kwietnia 1861 – zmarł 10 kwietnia 1870),
- Karol Jabłonowski (od 29 kwietnia 1861 – zmarł 19 kwietnia 1885),
- Adam Jędrzejowicz (od 17 czerwca 1907 do 28 października 1918),
- Adolf Jorkasch-Koch (od 21 maja 1892 – zmarł 27 sierpnia 1902),
- Witold Korytowski (od 28 grudnia 1909 do 28 października 1918),
- Justyn Koziebrodzki-Bolesta (od 20 lutego 1884 – zmarł 5 lutego 1885),
- Władysław Kraiński (od 15 grudnia 1902 do 28 października 1918),
- Jan Krasicki (od 15 października 1885 – zmarł 16 stycznia 1893),
- Kazimierz Krasicki (od 22 kwietnia 1869 – zmarł 28 lipca 1882),
- Hermann Loebl (od 21 marca 1898 – zmarł 12 marca 1907),
- Władysław Łoziński (od 22 stycznia 1907 – zmarł 20 maja 1913),
- Stanisław Madeyski (od 18 października 1899 – zmarł 19 czerwca 1910),
- Józef Majer (od 7 października 1879 – zmarł 3 sierpnia 1899),
- Antoni Małecki (od 12 grudnia 1881 – zmarł 7 października 1913),
- Zdzisław Marchwicki (od 30 grudnia 1895 – zmarł 23 lipca 1912),
- Józef Michałowski (od 30 stycznia 1903 – do 2 października 1908),
- Aleksander Mniszek-Tchorznicki (od 22 stycznia – zmarł 8 stycznia 1916),
- Kazimierz Morawski (od 20 czerwca 1907 do 28 października 1918),
- Franciszek Mycielski (od 28 maja 1895 – zmarł 2 marca 1901),
- Leon Piniński (od 12 grudnia 1903 – do 1 listopada 1918),
- Stanisław Polanowski (od 14 lutego 1883 – zmarł 16 stycznia 1898),
- Andrzej Potocki (od 18 października 1899 – od 1907 członek dziedziczny),
- Jerzy Mycielski (od 30 maja 1917 do 28 października 1918),
- Stanisław Niezabitowski (od 30 maja 1917 do 28 października 1918),
- Leonard Piętak (od 17 czerwca 1907 do 25 lutego 1909),
- Leon Piniński (od 14 marca 1903 do 28 października 1918)
- Andrzej Potocki (od 17 czerwca 1907 do 12 kwietnia 1908),
- Mikołaj Romaszkan (od 29 kwietnia 1861 – zmarł 6 kwietnia 1882),
- Zygmunt Romaszkan (od 14 grudnia 1892 – zmarł 7 sierpnia 1893),
- Tadeusz Rutowski (od 30 maja 1917, zm. 30 marca 1918),
- Jan Schindler von Schildenheim (od 20 maja 1867 – zmarł 4 kwietnia 1890),
- Franciszek Smolka (od 23 grudnia 1892 – zmarł 4 grudnia 1899),
- Stanisław Smolka (od 19 kwietnia 1902 – do 28 października 1918),
- Edward Stadnicki (od 19 lutego 1881 – zmarł 20 maja 1902),
- Jan Stadnicki (od 27 marca 1897 – do 28 października 1918),
- Stanisław Stadnicki (od 1 grudnia 1905 – zmarł 16 stycznia 1915),
- Stanisław Starowieyski-Biberstein (od 3 lutego 1894 – zmarł 18 marca 1895),
- Kazimierz Starzeński (od 8 maja 1861 – zmarł 22 listopada 1877),
- Jan Kanty Szeptycki (od 18 października 1899 – zmarł 13 listopada 1912),
- Józef Szujski (od 19 lutego 1881 – zmarł 3 lutego 1883),
- Jan Tarnowski (od 29 stycznia 1881 – zmarł 12 maja 1893),
- Stanisław Kostka Tarnowski (od 7 listopada 1888 – zmarł 31 grudnia 1917),
- Antoni Wodzicki (od 1 grudnia 1905 – zmarł 23 lutego 1918),
- Henryk Wodzicki (od 16 listopada 1881 – zmarł 29 październiak 1884),
- Ludwik Wodzicki (od 3 kwietnia 1878 – zmarł 12 sierpnia 1894),
- Tadeusz Wojciechowski (od 28 grudnia 1909 do 28 października 1918),
- Filip Zaleski (od 13 V 1897 – zmarł. 20 września 1911),
- Stefan Zamoyski (od 23 marca 1893 – zmarł 22 stycznia 1899),
- Ignacy Zborowski (od 21 marca 1898 – do 22 czerwca 1911),
- Alfred Zgórski (od 9 marca 1912, zm. 13 marca 1916)
- Florian Ziemiałkowski (od 7 listopada 1888 – zmarł 27 marca 1900),
- Mikołaj Zyblikiewicz (od 1882 – zmarł 16 maja 1887),
- Fryderyk Zoll (od 13 kwietnia 1891 – zmarł 1 kwietnia 1917)[4].